# Dochart Viaduct
Der Dochart Viaduct ist eine Eisenbahnbrücke in der schottischen Ortschaft Killin in der Council Area Stirling. 1979 wurde das Bauwerk als Einzeldenkmal in die schottischen Denkmallisten zunächst in der Kategorie B aufgenommen. Die Hochstufung in die höchste Denkmalkategorie A erfolgte 1996.

## Geschichte
Der Dochart Viaduct wurde als Teil der Bahnstrecke Callander–Oban zwischen 1883 und 1885 errichtet und mit der Streckenöffnung am 1. April 1886 eröffnet. Die Bauunternehmung von John Best führte die Arbeiten aus. Bei dem Dochart Viaduct handelt es sich nach dem Falls of Cruachan Railway Viaduct um die zweitälteste Betonbrücke des Vereinigten Königreichs. Der Beton besteht aus einer Mischung aus fünf Teilen Zement und einem Teil gebrochenem Steinmaterial. Mit der Schließung der Bahnstrecke am 28. September 1965 wurde der Viadukt obsolet.

## Beschreibung
Die 11,3 m hohe und 74,1 m lange Bogenbrücke befindet sich am Ostrand von Killin. Sie überspannt den Dochart nahe den Falls of Dochart mit fünf, schräg zur Fließrichtung über den Dochart geführten Segmentbögen mit lichten Weiten zwischen 9,1 m und 12,9 m. Der Standort wurde gewählt, um Reisenden einen Blick über die Falls of Dochart zu ermöglichen und so den Tourismus in Killin anzukurbeln. Äußerlich ist der Viadukt teils mit Stein verkleidet.